# Matt Bianco
Matt Bianco è un gruppo musicale pop britannico, nato nel 1983.
Ad eccezione dei due album, Whose Side Are You On? e Matt's Mood il gruppo è un duo, composto dal cantante Mark Reilly e dal musicista Mark Fisher, ma originariamente si formò come trio, con Reilly insieme al tastierista Danny White e alla cantante polacca Basia Trzetrzelewska. È divenuto famoso nel Regno Unito e nell'Europa continentale nella prima metà degli anni ottanta, negli USA nella seconda metà della stessa decade, in Asia e in Giappone nel corso degli anni novanta. Il tastierista e compositore Mark Fisher è deceduto il 12 dicembre 2016.
I Matt Bianco, al pari di cantanti solisti e band quali Sade, Working Week, Style Council, Everything but the Girl e parecchi altri, sono da annoverare tra coloro che hanno proposto al grande pubblico uno stile pop-soul piuttosto sofisticato, improntato su un jazz di largo consumo, influenzato da esperienze technopop di vario tipo, comunemente noto come Sophisti-pop. sotto cui si annoverano in realtà un gran numero di artisti e gruppi fortemente eterogenei. Benché il nome della band sembri suggerire un riferimento a qualcuno dei suoi membri e venga spesso identificato con il cantante Reilly, l'unico membro rimasto sempre costante nel corso degli anni, si tratta in effetti di un nome di fantasia, che richiama «una spia, un agente segreto: eravamo amanti del genere spy-story televisivo».

## Gli inizi
Il nucleo di quella che poi diventerà la band conosciuta al grande pubblico si forma nel 1982, intorno al cantante Mark Reilly, al tastierista Danny White e al bassista brasiliano Kito Poncioni. La band nasce sulle spoglie del defunto progetto musicale dei Blue Rondo A La Turk, di cui vengono riutilizzate alcune canzoni come i lati B dei 45 giri della nuova band, il cui esempio più illustre è senza dubbio Big Rosie (inclusa anche nell'edizione in musicassetta del disco d'esordio, ma mai realizzata, finora, in digitale, nonostante le ripetute richieste dei fans). Per il primo album, Whose Side Are You On?, in cerca di una voce femminile, il trio ingaggia l'allora sconosciuta cantante polacca Basia Trzetrzelewska, la cui interpretazione di stampo jazzistico della title track, assolutamente imprevista, ma subito messa a frutto da Reilly e White, costituisce la cifra stilistica della successiva produzione dei Matt Bianco. L'impronta jazz latineggiante è chiaramente avvertibile anche in successivi brani di successo, quali Get Out of Your Lazy Bed, Half a Minute (interamente cantata da Basia e costantemente eseguita nei suoi concerti dal vivo, nel corso della sua intera carriera solista, sempre accompagnata da Danny) e Sneaking Out the Back Door. In questi brani è facilmente riconoscibile anche l'impronta sonora tipica del mixmaster Phil Harding, in séguito punta di diamante della premiata scuderia di produttori discografici anni novanta Stock, Aitken & Waterman, ma diventato inizialmente famoso proprio grazie al suo intenso lavoro dietro le quinte con la band di Reilly. Lo stile noir anni cinquanta della band ha subito successo e, con una penetrazione quasi immediata sui mercati europeo e americano, vale ai Matt Bianco due dischi d'oro e uno di platino.
La Trzetrzelewska e White, dopo questo repentino exploit, decidono di lasciare il trio: la giovane e promettente artista polacca intraprende la carriera solista, sempre affiancata da White, che ne diventa il compagno anche nella vita. I due passano così prima alla casa discografica CBS (poi diventata il colosso Sony) poi all'etichetta Epic Records, continuando il rapporto professionale con Phil Harding, il quale, tuttavia, non abbandona i Matt Bianco, creando così una sorta di unità tematica tra i due progetti. I rapporti personali tra i membri dell'ex trio restano invece piuttosto tesi a causa di apparenti "forti divergenze artistiche", il che non sembra però confermato da un raffronto, anche poco approfondito, tra la successiva produzione del marchio Matt Bianco, portato avanti da Reilly, da una parte, e quella del marchio Basia (insieme con White), dall'altra, ciò probabilmente a causa del lavoro di Harding per entrambi. Non a caso, passeranno vent'anni esatti prima di avere la possibilità di riascoltare i tre membri originari dei Matt Bianco suonare e cantare insieme e la riunione durerà soltanto il tempo di promuovere il nuovo materiale, dopodiché ognuno tornerà alla propria formazione.

## Il periodo del duo
Reilly, allora, decide di farsi affiancare dall'ex tastierista e session man degli Wham!, Mark Fisher. Del 1986 è l'omonimo Matt Bianco, mentre nel 1988 esce Indigo. Entrambi gli album riscuotono un buon successo internazionale, seguìto da tour europei di richiamo. Nel 1990, viene pubblicata la prima raccolta del gruppo, The Best of Matt Bianco, nel 1991 è la volta dell'album di studio Samba in Your Casa, dai toni più marcatamente latino-americani, mentre nel 1993 esce una seconda raccolta, Yeah Yeah, e nel 1994 l'album Another Time Another Place (che, specialmente grazie al singolo Our Love, ottiene successo soprattutto in Germania, in Giappone e nei paesi asiatici).
Con Fisher al posto di White e senza la Trzetrzelewska, il sound del gruppo cambia notevolmente, e non solo per l'assenza delle armonie vocali tipiche della cantante polacca, che viene sostituita, di volta in volta, da cantanti e coristi sempre diversi, relegati però al ruolo marginale di turnisti, di cui soltanto la prima, Jenny Evans, sfiora l'entrata ufficiale nella band, poi sfumata. Fisher, tastierista, compositore e tecnico del suono, un vero e proprio "mago" dello studio di registrazione, contribuisce fornendo alla nuova formazione un suono molto più contemporaneo, rispetto a quello dei primi Matt Bianco. È soprattutto l'utilizzo dei sintetizzatori ad aumentare in modo considerevole: alla famosa Yamaha DX7 viene affidato il còmpito di riprodurre il tipico "basso slappato" nella maggior parte dei brani. Quanto alla scelta di ricorrere a noti musicisti di studio, invece, le cose non cambiano molto, e Ronnie Ross ne costituisce l'esempio più illustre (deceduto di recente, alcune sue registrazioni inedite sono state incorporate anche nell'album della riunione della formazione originaria, Matt's Mood, pubblicato nel 2004). Dopo l'omonimo primo album con la nuova formazione, il secondo nella discografia generale del gruppo, i Matt Bianco effettuano un'imponente tournée europea, con una big band di tredici elementi, suonando per un pubblico costituito da un totale di più di 250.000 spettatori.
I Matt Bianco sono ormai una band piuttosto nota in Europa, così la Warner Brothers pensa sia ora di esportarli negli USA. Viene reclutato il produttore Emilio Estefan, marito della cantante latino-americana Gloria Estefan, per realizzare alcune canzoni, scelte come singoli promozionali per il terzo album, Indigo. I due 45 giri del 1988, Don't Blame it on That Girl e Good Times, ottengono un successo piuttosto modesto, mentre Wap-Bam-Boogie, una traccia dell'album originariamente sul lato B del primo estratto, riscuote molti consensi nelle classifiche dance, spingendo il singolo fino al Numero 11 della classifica britannica generale, il risultato migliore mai ottenuto dal gruppo, sia come duo che come trio. Dopo un altro 33 giri con la Warner Brothers, il discontinuo Samba in Your Casa - quarto lavoro a lungo respiro per il gruppo, pubblicato nel 1991 - e l'uscita, l'anno precedente, nel 1990, della loro prima raccolta, The Best of Matt Bianco - che raccoglie i pezzi migliori del periodo del grande successo commerciale 1983-1990, contenente anche l'inedito Fire in the Blood e un remix aggiornato del classico strumentale Matt's Mood, appropriatamente ribattezzato We've Got the Mood '90 - Reilly e Fisher si separano dalla major e passano alla produzione indipendente. Da allora, l'iter sarà il seguente: il duo registrerà i propri album nei propri studi, offrendoli poi a etichette indipendenti per la distribuzione mondiale.
A questo punto, la band ha la completa libertà artistica, ma il successo commerciale diventa molto più difficile da raggiungere. Firmano con la ZYX Music e la Intercord, in Europa, e con la Victor Entertainment, in Asia, ma non riusciranno ad ottenere alcun contratto con nessun'altra major. Gli album successivi non vendono molto in Europa, ma portano alla creazione di uno zoccolo duro di fans in Giappone e nel resto dell'Asia. Tuttavia, gli album Another Time Another Place, Gran Via, World Go Round, Rico ed Echoes, e la compilation A/Collection, pur senza sbancare le classifiche occidentali, venderanno abbastanza da permettere ai due di condurre una vita agiata nel sud-est dell'Inghilterra.
Dopo venti anni trascorsi a incidere dischi e fare tour, Fisher, desideroso di cambiare stile di vita, abbandona, spontaneamente e temporaneamente, la collaborazione con Reilly, rimanendone buon amico.

## La reunion del nucleo originario e il ritorno al duo
Dopo il momentaneo ritiro di Fisher, e considerando che anche il marchio Basia ora naviga in cattive acque, un amico in comune pensa a una possibile riunione del trio originario. Arriva così, nel 2004, la firma di un nuovo contratto con l'etichetta Emarcy, nel 2003, che porta all'effettiva riunione di Reilly, la Trzetrzelewska e White dopo venti anni, da cui esce l'album Matt's Mood, dal titolo di un singolo del primo album. Il ritorno della Trzetrzelewska e di White restituiscono alla band le originali armonie melodiche che avevano contrassegnato il successo del primo album, che sono alla base dello stile del duo Basia e che rappresentano la vera differenza tra le due formazioni. Il nuovo lavoro è costituito da tracce "adult contemporary/jazz", che richiamano l'album Whose Side Are You On?, del 1984. L'operazione viene accompagnata da una campagna promozionale ben congegnata, inizialmente incentrata soprattutto su numerosi passaggi radio. L'anno seguente, nel 2005,  il ricostituito trio s'imbarcherà anche in un lungo tour mondiale, toccando il Regno Unito, il Giappone e gli USA. La tournée attirerà un gran numero di spettatori, unificando i rispettivi fans delle due compagini.
Dopo questo ennesimo successo, White e la Trzetrzelewska decidono di lasciare nuovamente il gruppo, così da potersi dedicare a tempo pieno al rilancio del marchio "Basia", mentre Reilly torna a riunirsi con Fisher, riformando un duo musicale che si esibisce riscuotendo un discreto successo. Escono due nuove raccolte di classici: The Best of Matt Bianco: Platinum Collection, nel 2005 (che non è che una ristampa del primo The Best of Matt Bianco del 1990, con il meglio del periodo 1983-1990), e Wap Bam Boogie, nel 2006. La pubblicazione più recente è però costituita da un altro Best of, un vero e proprio Volume 2, presentato sul sito ufficiale della band e in vendita nel negozio virtuale iTunes, che raccoglie i singoli e le stand-out tracks dei cosiddetti "album asiatici", dando la possibilità ai fans europei di possedere un sunto di quei lavori introvabili sul continente, se non in Germania.
Nel 2009 i Matt Bianco di Reilly e Fisher pubblicano l'album HiFi Bossanova, una miscela di stili, tra cui jazz, pop, e bossanova. All'album partecipa la cantante Hazel Jane Sim. Nell'album è presente anche un vecchio brano, Lost in You riarrangiato in versione bossanova. Di recente i Matt Bianco hanno tenuto una serie di concerti in Italia al Blue Note di Milano e al Bluestone di Napoli. La morte di Mark Fisher, avvenuta il 12 dicembre 2016, pone termine alla decennale storia del duo. Mark Reilly nel 2015 e 2016 ha collaborato con il gruppo olandese "New Cool Collective", realizzando l'album "The things you love".
Nell'ottobre del 2017 esce il nuovo album "Gravity" Per il loro quindicesimo album, il front-man, il cantante e cantautore Mark Reilly ha reclutato una nuova band con Magnus Lindgren, sax e flauto svedese, e una buona parte del gruppo di Jamie Cullum. Registrato a Stoccolma, Londra e nello studio dello stesso Matt Reilly a Buckinghamshire, “GRAVITY”si basa su un suono Jazz organico, registrato come una band live e mixato da Mark. La produzione del nuovo album, la prima uscita dopo la tragica morte del tastierista e co-leader Mark Fisher, che aveva aiutato a ripensare il suono del gruppo pop britannico 25 anni fa, dopo essersi unito alla band per il loro secondo album, ha avuto inizio a Stoccolma quando Mark ha iniziato a comporre le solari note del singolo “Joyride”, un brano sospeso tra “Sidewinder” di Lee Morgan e “Lowrider” dei War, che è anche contenuto in un remix di Mark De Clive- Lowe, e la ballata, profonda e oscura“Solace”, così come la dolcissima “AM / PM” con Magnus Lindgren. Le altre sette tracce, che vanno dal groove uptempo di “Summer In The City” e di “Invisible” o alla latineggiante “Paradise”, sono state scritte e registrate con il sassofonista britannico Dave O’ Higgins (Jamie Cullum, Mezzoforte, Matthew Herbert) nel suo studio di Brixton e i membri del suo quintetto: Sebastiaan de Krom ai tamburi, Geoff Gascoyne al basso (Jamie Cullum), Graham Harvey al pianoforte e al Fender Rhodes, conosciuto per il suo lavoro con George Benson, Incognito e Stacey Kent, oltre all’incredibile Martin Shaw alla tromba e al filicorno, un frequentatore della grande orchestra della BBC che ha anche collaborato con Sting, Jamiroquai e Natalie Cole. A Completare la line-up Elisabeth Troy, cantante che vanta collaborazioni con MJ Cole, Metrik, e Clean Bandit.

## Discografia

### Album in studio
- 1984 - Whose Side Are You On?
- 1986 - Matt Bianco
- 1988 - Indigo
- 1991 - Samba in Your Casa
- 1994 - Another Time Another Place
- 1995 - Gran Via
- 1997 - World Go Round
- 2000 - Rico
- 2002 - Echoes
- 2004 - Matt's Mood
- 2009 - HiFi Bossanova
- 2012 - Hideaway
- 2017 - Gravity

### Compilation
- 1990 - The Best of Matt Bianco
- 1993 - Yeah Yeah
- 1998 - A/Collection
- 2005 - The Best of Matt Bianco: Platinum Collection
- 2006 - Wap Bam Boogie
- 2008 - The Best of Matt Bianco: Volume 2
- 2010 - Sunshine Days: The Official Greatest Hits

### Singoli
- 1984 - Get Out of Your Lazy Bed
- 1984 - Sneaking Out the Back Door / Matt's Mood
- 1984 - Half a Minute
- 1985 - More Than I Can Bear
- 1985 - Yeh Yeh
- 1986 - Just Can't Stand It
- 1986 - Dancing in the Street
- 1988 - Don't Blame It on That Girl / Wap-Bam-Boogie
- 1988 - Good Times
- 1989 - Nervous / Wap-Bam-Boogie (re-mix)
- 1989 - Say It's Not Too Late
- 1990 - Fire in the Blood
- 1990 - Wap-Bam-Boogie 1990
- 1991 - Macumba
- 1992 - What a Fool Believes
- 1993 - Our Love
- 1994 - Our Love
- 1994 - Buddy Love
- 1995 - Lost in You
- 1995 - Lost in You
- 1997 - Altozano
- 1997 - Sunshine Day / Lost in You 1997
- 1998 - Boogie Mi Vista